# 长赣铁路
长赣铁路，即渝厦高速铁路长沙至赣州段。起于湖南省长沙市，止于江西省赣州市，途径萍乡市、吉安市。线路全长429.5公里，其中湖南段131.8公里、江西段297.7公里，共设站10座；另外包含长株潭枢纽配套工程、萍乡地区配套工程和赣州枢纽配套工程。主要技术标准为高速铁路，设计时速350公里，预计于2026年12月31日前建成通车。

## 历史
2022年9月6日，长赣铁路环境影响评价第一次公示。10月7日，国家发展和改革委员会批复长赣铁路可行性研究报告。11月21日，湘赣两省同步启动长赣高铁建设，长赣高铁湖南段开工建设动员大会在长沙县举行。
2023年4月17日，长赣铁路环境影响评价进行第二次公示。8月8日，《新建长沙至赣州高速铁路江西段施工图审核招标中标结果公示》在江西省公共资源交易平台发布。
2024年1月18日，长赣铁路黄花机场段先期实施工程，全线首座隧道机场东隧道开工。2月18日，2024年一季度全省重大项目集中开工暨“十百千万”工程动员大会举行，总投资536亿元的长沙至赣州铁路江西段计划开工。3月18日至19日，由生态环境部环境工程评估中心组织的新建长沙至赣州高速铁路环境影响报告书技术评估会在北京召开，该报告书顺利通过技术审查。4月10日消息，长沙至赣州铁路萍乡段预计2024年7月份开工。该项目总投资196亿元，2024年计划完成投资39亿元，预计2029年3月份完工。
2024年10月，生态环境部发布《关于新建合浦至湛江铁路（调整）等3项环境影响评价文件拟进行审查公示》，包括长沙至赣州高速铁路项目。公示列明了长赣高铁项目的主要环境影响，包括生态、噪声及振动、水环境等方面，以及预防或者减轻不良环境影响的对策和措施。10月18日，长赣铁路黄花机场站站房主体顺利封顶。
2025年5月28日，萍乡市发改委微信公众号发布消息称，长赣高铁项目施工图设计正式取得国铁集团工管中心批复，项目预计7月底开工建设。

## 车站列表
| 车站名称 | 所在区域             | 启用日期       | 规模     | 里程 | 车站类型 | 连接铁路                      | 城市轨道交通换乘路线       |
| -------- | -------------------- | -------------- | -------- | ---- | -------- | ----------------------------- | -------------------------- |
| 长沙西   | 湖南省长沙市望城区   | 2017年12月26日 | 12台22线 | 0    | 地面站   | 长株潭城际铁路 常益长高速铁路 |                            |
| 黄花机场 | 湖南省长沙市长沙县   | 未开通         | 2台6线   | 54   | 地下站   |                               | 长沙地铁6号线 长沙磁浮快线 |
| 浏阳     | 湖南省长沙市浏阳市   | 未开通         | 2台6线   | 95   | 地面站   |                               |                            |
| 上栗     | 江西省萍乡市上栗县   | 未开通         | 2台4线   | 133  | 高架站   |                               |                            |
| 萍乡北   | 江西省萍乡市上栗县   | 2014年9月16日  | 5台13线  | 164  | 地面站   | 沪昆高速铁路                  |                            |
| 芦溪南   | 江西省               | 未开通         | 2台4线   | 189  | 地面站   |                               |                            |
| 莲花东   | 江西省               | 未开通         | 2台4线   | 234  | 高架站   |                               |                            |
| 永新南   | 江西省               | 未开通         | 2台4线   | 272  | 地面站   |                               |                            |
| 井冈山东 | 江西省吉安市井冈山市 | 未开通         | 3台7线   | 294  | 地面站   |                               |                            |
| 遂川     | 江西省               | 未开通         | 2台4线   | 343  | 地面站   |                               |                            |
| 赣州西   | 江西省赣州市南康区   | 2019年12月26日 | 5台10线  | 415  | 高架站   | 昌赣高速铁路 赣深高速铁路     |                            |
| 赣州北   | 江西省赣州市         | 未开通         | 4台8线   | 429  | 高架站   |                               |                            |